# Michael Mørkøv
Michael Mørkøv Christiansen (Kokkedal, 30 de abril de 1985) é um desportista dinamarquês que compete no ciclismo nas modalidades de pista, especialista nas provas de perseguição e madison, e rota, pertencendo ao equipo belga Quick Step desde o ano 2018.
Participou em dois Jogos Olímpicos de Verão, nos anos 2008 e 2012, obtendo uma medalha de prata em Pequim 2008, na prova de perseguição por equipas (junto com Casper Jørgensen, Jens-Erik Madsen e Alex Rasmussen), e o 5.º lugar em Londres 2012 na mesma prova.
Ganhou cinco medalhas no Campeonato Mundial de Ciclismo em Pista entre os anos 2007 e 2020, e três medalhas no Campeonato Europeu de Ciclismo em Pista entre os anos 2008 e 2019.
Em estrada seu melhor resultado foi a vitória ao esprint na sexta etapa da Volta a Espanha de 2013, num percurso plano de 175 km entre Guijuelo e Cáceres.
Conquistou o ouro no madison em Tóquio 2020 ao lado de Lasse Norman Hansen.

## Medalhas em competições internacionais
| Jogos Olímpicos    | Jogos Olímpicos             | Jogos Olímpicos   | Jogos Olímpicos         |
| Ano                | Lugar                       | Medalha           | Competição              |
| ------------------ | --------------------------- | ----------------- | ----------------------- |
| 2008               | Pequim (China)              | Medalha de prata  | Perseguição por equipas |
| Campeonato Mundial |                             |                   |                         |
| Ano                | Lugar                       | Medalha           | Competição              |
| 2007               | Palma de Mallorca (Espanha) | Medalha de bronze | Perseguição por equipas |
| 2008               | Manchester (Reino Unido)    | Medalha de bronze | Madison                 |
| 2009               | Pruszków (Polônia)          | Medalha de ouro   | Perseguição por equipas |
| 2009               | Pruszków (Polônia)          | Medalha de ouro   | Madison                 |
| 2020               | Berlim (Alemanha)           | Medalha de ouro   | Madison                 |
| Campeonato Europeu |                             |                   |                         |
| Ano                | Lugar                       | Medalha           | Competição              |
| 2008               | Alkmaar (Países Baixos)     | Medalha de prata  | Madison                 |
| 2011               | Apeldoorn (Países Baixos)   | Medalha de prata  | Perseguição por equipas |
| 2019               | Apeldoorn (Países Baixos)   | Medalha de ouro   | Madison                 |

1. ↑  Competiu na rodada de classificação.
2. ↑  Campeonato Europeu realizado só para a disciplina de madison.

## Palmarés

### Pista
| - 2004 - Campeonato da Dinamarca em pontuação - 2006 - Campeonato da Dinamarca em Madison (com Alex Rasmussen) - Campeonato da Dinamarca em pontuação - 1.º na Copa do Mundo em Sydney em Perseguição por Equipas - 1.º na Copa do Mundo em Sydney em Madison (fazendo equipa com Alex Rasmussen) - 2007 - 3.º no Campeonato do mundo em Perseguição por Equipas (com Casper Jørgensen, Jens-Erik Madsen e Alex Rasmussen) - Seis dias de Grenoble (com Alex Rasmussen) - Campeonato da Dinamarca em Madison (com Alex Rasmussen) - 1.º na Copa do Mundo em Los Angeles em Madison (fazendo equipa com Alex Rasmussen) - 2008 - 2.º no Campeonato Olímpico Perseguição por Equipas (com Casper Jørgensen, Jens-Erik Madsen e Alex Rasmussen) - 3.º no Campeonato Mundial em Madison (fazendo equipa com Alex Rasmussen) - Seis dias de Grenoble (com Alex Rasmussen) - Campeonato da Dinamarca em scratch - Campeonato da Dinamarca em perseguição por equipas - Campeonato da Dinamarca em Madison (com Alex Rasmussen) - Campeonato da Dinamarca em pontuação - 1.º na Copa do Mundo em Copenhaga em Madison (fazendo equipa com Alex Rasmussen) - 2.º no Campeonato Europeu de madison masculina (com Casper Jørgensen) - 2009 - Campeonato Mundial em Madison (fazendo equipa com Alex Rasmussen) - Seis dias de Copenhaga (com Alex Rasmussen) - Seis dias de Gante (com Alex Rasmussen) - Campeonato da Dinamarca em Madison (com Alex Rasmussen) | - 2010 - Seis dias de Copenhaga (com Alex Rasmussen) - Seis dias de Berlim (com Alex Rasmussen) - Campeonato da Dinamarca em Madison (com Alex Rasmussen) - 2011 - Seis dias de Copenhaga (com Alex Rasmussen) - Campeonato da Dinamarca em ómnium - Campeonato da Dinamarca em Madison (com Alex Rasmussen) - 2.º no Campeonato Europeu Perseguição por Equipas (com Lasse Norman Hansen, Casper von Folsach, Rasmus Quaade) - 2012 - Seis dias de Amesterdão (com Pim Ligthart) - 2013 - Seis dias de Copenhaga (com Lasse Norman Hansen) - 2015 - Seis dias de Copenhaga (com Alex Rasmussen) - Seis dias de Gante (com Iljo Keisse) - 2017 - Seis dias de Copenhaga (com Lasse Norman Hansen) - 2018 - Seis dias de Copenhaga (com Kenny De Ketele) - 1.º na Copa do Mundo em Saint-Quentin-en-Yvelines em Madison (fazendo equipa com Lasse Norman Hansen) - 2019 - Campeonato Europeu em Madison (com Lasse Norman Hansen) - 2020 - Campeonato Mundial em Madison (fazendo equipa com Lasse Norman Hansen) |

### Estrada
| - 2006 - Skive-Løbet - 2008 - 1 etapa do Giro del Capo - 2010 - 3.º no Campeonato da Dinamarca Contrarrelógio - 2011 - Tour de Fyen - 2012 - 3.º no Campeonato da Dinamarca Contrarrelógio - 2013 - Campeonato da Dinamarca em Estrada - 1 etapa da Volta a Espanha | - 2014 - 3.º no Campeonato da Dinamarca em Estrada - 2015 - 1 etapa da Volta à Dinamarca - 2018 - Campeonato da Dinamarca em Estrada - 2019 - Campeonato da Dinamarca em Estrada |

## Resultados nas Grandes Voltas e Campeonatos do Mundo
| Carreira               | 2005 | 2006 | 2007 | 2008 | 2009 | 2010  | 2011  | 2012 | 2013  | 2014  | 2015 | 2016 | 2017  | 2018  | 2019  |
| ---------------------- | ---- | ---- | ---- | ---- | ---- | ----- | ----- | ---- | ----- | ----- | ---- | ---- | ----- | ----- | ----- |
| Giro d'Italia          | -    | -    | -    | -    | -    | 129.º | 156.º | -    | -     | -     | -    | -    | -     | 107.º | -     |
| Tour de France         | -    | -    | -    | -    | -    | -     | -     | 93.º | -     | 134.º | -    | Ab.  | -     | -     | 152.º |
| Volta a Espanha        | -    | -    | -    | -    | -    | -     | -     | -    | 128.º | -     | -    | -    | 137.º | 148.º | -     |
| Mundial em Estrada     | -    | -    | -    | -    | -    | Ab.   | 18.º  | -    | -     | Ab.   | 78.º | Ab.  | 75.º  | -     | Ab.   |
| Mundial Contrarrelógio | -    | -    | -    | -    | -    | 31.º  | 47.º  | -    | -     | -     | -    | -    | -     | -     | -     |

-: não participa

Ab.: abandono

## Equipas
- GLS (2005-2008)
  - Team GLS (2005-2007)
  - Team GLS-Pakke Shop (2008)
- Saxo Bank/Tinkoff (2009-2015)
  - Team Saxo Bank (2009-2010)
  - Saxo Bank Sungard (2011)
  - Team Saxo Bank-Tinkoff Bank (2012)
  - Team Saxo-Tinkoff (2013)
  - Tinkoff-Saxo (2014-2015)
- Team Katusha (2016-2017)
  - Team Katusha (2016)
  - Team Katusha-Alpecin (2017)
- Quick Step (2018-)
  - Quick-Step Floors (2018)
  - Deceuninck-Quick Step (2019-)